# Norman Josiffe
Norman Josiffe (Reino Unido, 12 de fevereiro de 1940), mais conhecido como Norman Scott, é um palafreneiro britânico conhecido como uma peça-chave no escândalo de Jeremy Thorpe.